# かすみがうら市水族館
かすみがうら市水族館（かすみがうらしすいぞくかん）は、茨城県かすみがうら市坂にある市立水族館。霞ヶ浦の西浦湖畔に面する歩崎公園敷地内に位置する。

## 概要
1990年（平成2年）に開館した。2018年のリニューアル以前には霞ヶ浦に生息する淡水魚等の飼育にとどまらず、海水魚、爬虫類等を約120種、1250匹の生物を展示していた。
2018年（平成30年）4月19日に魚類等を飼育・展示することで自然保護と種の保存に対する理解を深め、学術及び教育・文化の発展に寄与することを目的としてリニューアルオープンした。霞ケ浦の魚類・両生類・爬虫類・甲殻類が展示され、霞ヶ浦と霞ヶ浦水系の生態系が分かる展示内容に変更された。現在はオオサンショウオのいるパノラマ水槽、コチョウザメの大水槽、オイカワ等の霞ヶ浦を再現する出島水槽等が展示されている。
2019年（令和元年）11月25日より2020年（令和2年）1月31日まで老朽化対策工事のため休館となった。

## 施設

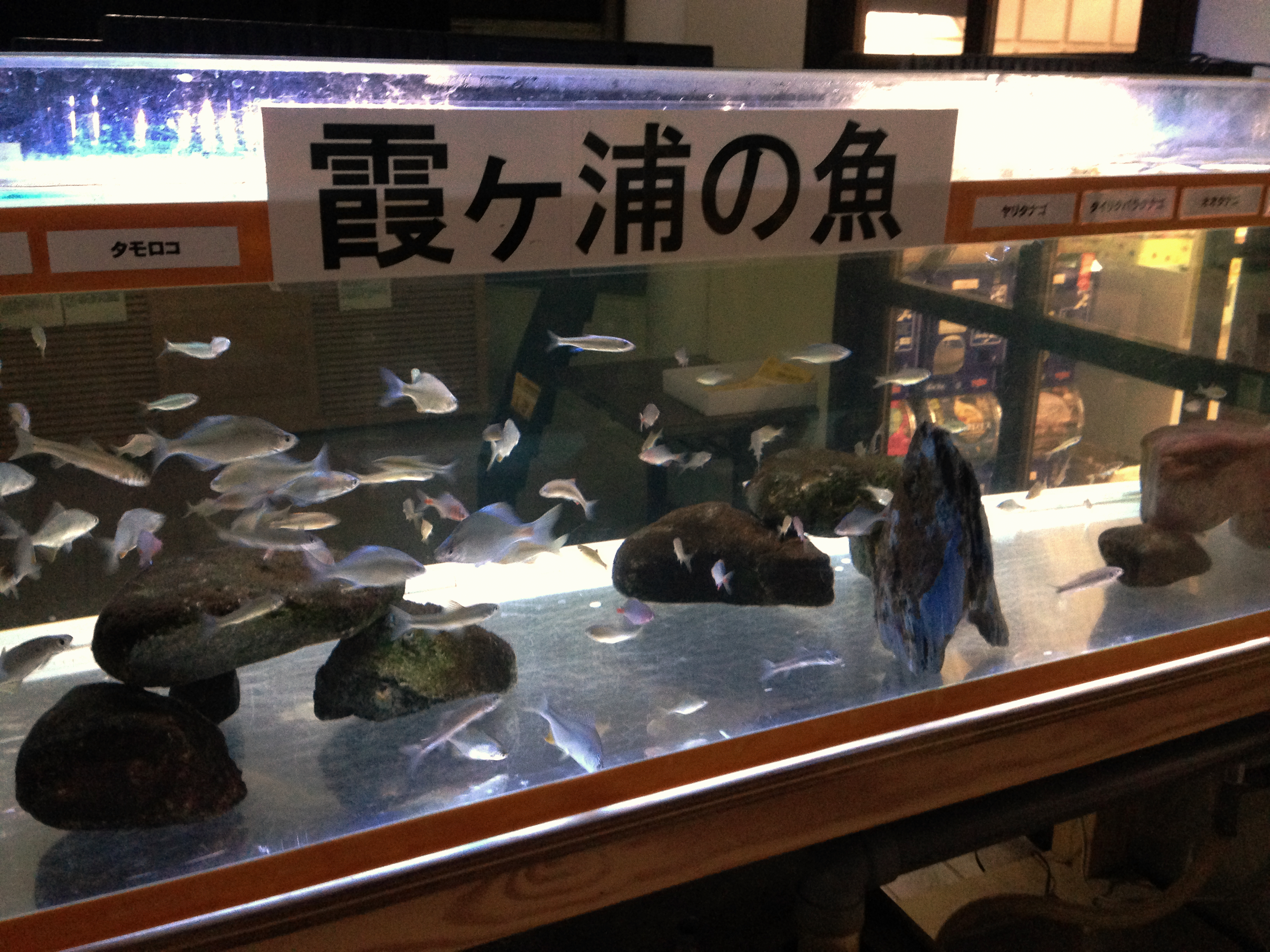
かすみがうら市水族館（リニューアル前）, 霞ヶ浦の魚

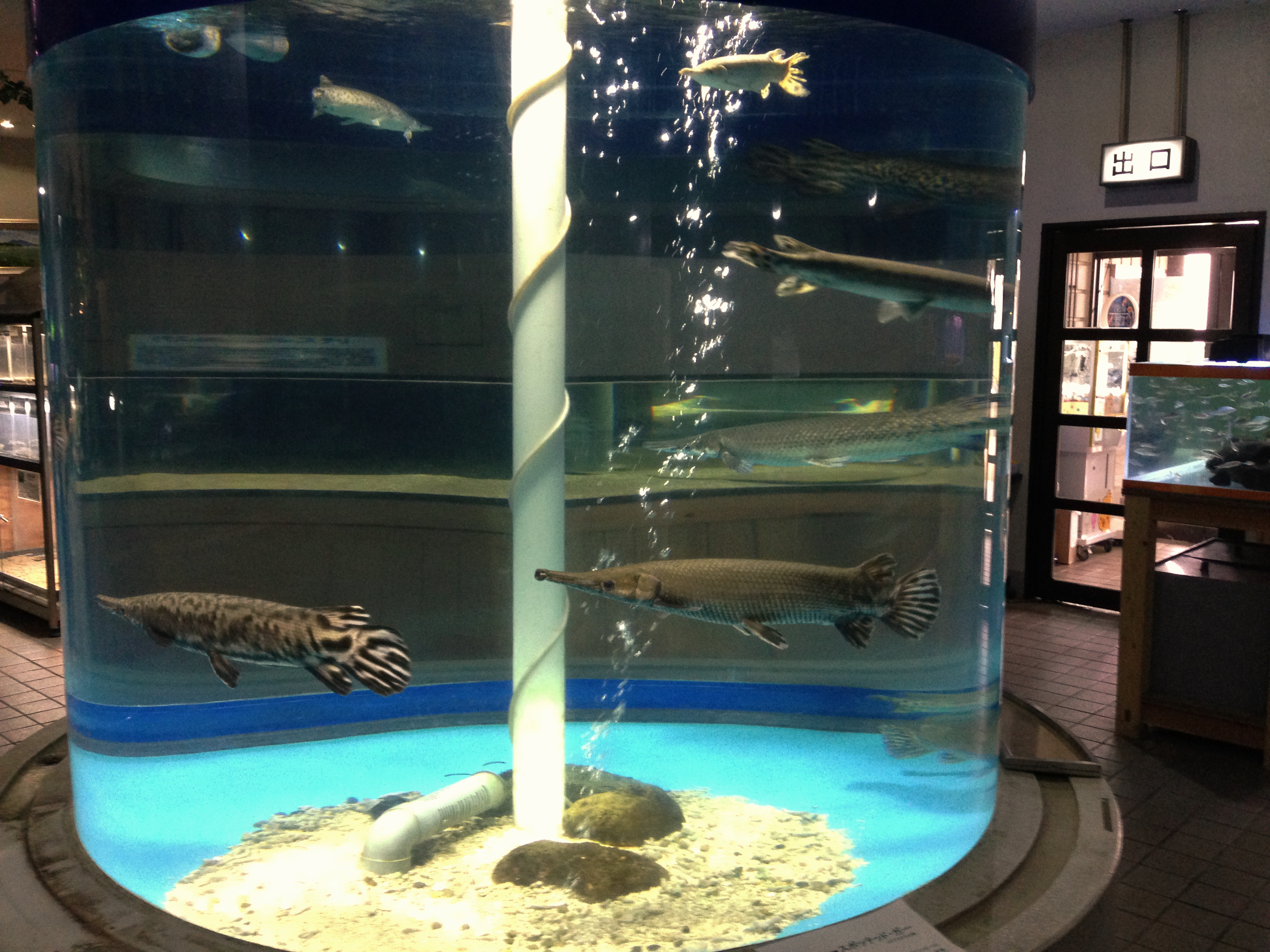
かすみがうら市水族館, 円柱水槽（リニューアル前・ガーの展示）

- かめこい池（水族館入口にエサ用のガチャガチャが設置中）
- タッチプール（ウーパールーパー曜日限定）
- パノラマ水槽（オオサンショウオやガー類など）
- 円柱水槽（テツギョ等）
- 大型水槽（コチョウザメ、エサあげ体験など実施中）
- ①保護・連携エリア（保護や寄贈いただいた生体を展示）
- ②霞ヶ浦の外来生物エリア（霞ヶ浦における外来生物を展示）
- ③霞ヶ浦の在来生物エリア（霞ヶ浦における在来生物を展示）

## 利用
開館時間
- 午前9時から17時まで（入館および入館券の販売は16時半まで）

休館日
- 月曜日
- 但し月曜日が祝祭日の場合はその翌日
- 12月29日から翌年の1月1日までの日

入館料
- 個人：一般…330円｜小・中学生…160円
- 団体：一般…270円｜小・中学生…110円
- 関連施設である資料館との共通券もある。

※令和元年10月1日からの増税により上記に料金変更。
駐車場
- 無料駐車場あり（100台）

## アクセス
- 常磐線神立駅よりタクシーで約30分。
- 常磐線土浦駅より霞ヶ浦広域バスで約50分の後、田伏停留所で下車し徒歩1時間。